# Nadeesha Ramanayake
Nadeesha Ramanayake (* 25. Dezember 1994 in Weeraketiya) ist eine sri-lankische Sprinterin, die sich auf den 400-Meter-Lauf spezialisiert hat. 2023 wurde sie über diese Distanz Asienmeisterin.

## Sportliche Laufbahn
Erste Erfahrungen bei internationalen Meisterschaften sammelte Nadeesha Ramanayake bei den Asienmeisterschaften 2019 in Doha, bei denen sie mit 53,98 s den sechsten Platz belegte. Zudem belegte sie mit der sri-lankischen 4-mal-400-Meter-Staffel in 3:35,06 min den vierten Platz. Im Oktober gelangte sie bei den Militärweltspielen in Wuhan mit 53,41 s auf Rang sieben über 400 Meter und wurde mit der Staffel in 3:43,33 min Fünfte. 2023 siegte sie überraschend in 52,61 s bei den Asienmeisterschaften in Bangkok. Zudem gewann sie in 3:33,27 min gemeinsam mit Lakshima Mendis, Harshani Fernando und Tharushi Karunarathna die Silbermedaille in der Frauenstaffel hinter Indien und stellte damit einen neuen Landesrekord auf. Auch in der Mixed-Staffel gewann sie mit neuem Landesrekord von 3:15,41 min gemeinsam mit Aruna Dharshana, Tharushi Karunarathna und Kalinga Kumarage die Silbermedaille hinter dem indischen Team. Ende September belegte sie bei den Asienspielen in Hangzhou in 53,72 s den fünften Platz im Einzelbewerb und wurde in der Mixed-Staffel disqualifiziert. Zudem gewann sie mit der Frauenstaffel in 3:30,88 min gemeinsam mit Jayeshi Uththara, Lakshima Mendis und Tharushi Karunarathna die Bronzemedaille hinter den Teams aus Bahrain und Indien. 2025 belegte sie mit der Staffel bei den Hallenweltmeisterschaften in Nanjing in 3:40,62 min den fünften Platz. Im Mai verpasste sie mit der Mixed-Staffel bei den World Athletics Relays in Guangzhou eine Direktqualifikation für die Weltmeisterschaften in Tokio. Anschließend belegte sie bei den Asienmeisterschaften in Gumi in 54,70 s den siebten Platz über 400 Meter und gewann in der Frauenstaffel in 3:36,67 min gemeinsam mit Lakshima Mendis, Jayeshi Uththara und Harshani Fernando die Bronzemedaille hinter den Teams aus Indien und Vietnam.
In den Jahren von 2018 bis 2021 und 2024 wurde Ramanayake Sri-lankische Meisterin im 400-Meter-Lauf sowie 2020 auch über 200 Meter. 2023 wurde sie Landesmeisterin in der 4-mal-400-Meter-Staffel sowie in der Mixed-Staffel.

## Persönliche Bestzeiten
- 200 Meter: 24,06 s (+0,3 m/s), 30. März 2023 in Diyagama
- 300 Meter: 38,76 s, 17. März 2021 in Colombo
- 400 Meter: 52,61 s, 13. Juli 2023 in Bangkok